# Abalakatte, Turuvekere
Abalakatte là một làng thuộc tehsil Turuvekere, huyện Tumkur, bang Karnataka, Ấn Độ.